# Bossico
Bossico – miejscowość i gmina we Włoszech, w regionie Lombardia, w prowincji Bergamo.
Według danych na styczeń 2009 gminę zamieszkiwały 982 osoby przy gęstości zaludnienia 138,3 os./1 km².